# Jesus-Seminar
Das Jesus-Seminar wurde 1985 als Teil des Westar-Instituts in Kalifornien von dem US-amerikanischen Orientalisten Robert W. Funk (1926–2005) gegründet. Es widmet sich laut eigener Aussage ganz der Suche nach authentischem Material über Jesus von Nazaret.

## Methoden und Arbeitsweise
Zur Erhebung des Wissens über den historischen Jesus will es die internationalen Forschungen zusammenführen und den Austausch fördern. So sollen die Fakten überprüft und von Gerüchten und Spekulationen unterschieden werden. Dabei konzentriert sich das Jesus-Seminar auf die Zeit von Jesu Auftreten um 30 bis 200 n. Chr.
Im Halbjahresrhythmus finden internationale Mitgliedertreffen statt, auf denen Forschungsergebnisse ausgetauscht und diskutiert werden. Diese sind zugleich ein öffentliches Forum auch für Laien. Die Debatten werden aufgezeichnet und medial verbreitet. Die Forschung wird also nicht nur im elitären Zirkel, sondern breit zugänglich und diskutierbar gemacht.
Das Jesus-Seminar hat sehr spezifische Kriterien für seine Arbeit aufgestellt, die von den meisten Theologen (dem „mainstream“) nicht akzeptiert werden. Eine Aussage von Jesus wird beispielsweise nur als authentisch angesehen, wenn es sich um einzelne Aussprüche oder Gleichnisse handelt, Dialoge oder längere Reden werden ausgeschlossen. Ebenso seien nur jene Aussagen Jesu echt, wenn sie sonst weder im jüdischen Kontext noch im frühchristlichen Kontext vorkommen.
Jede Streitfrage wird am Ende einer Debatte zur Abstimmung gestellt, um zu testen, wie viel relative historische Plausibilität der einen oder anderen Antwort die Forscher beimessen. Die durchschnittliche Stimmenmehrheit der rund 70 Teilnehmer entscheidet, was vom Seminar als verifizierbare Datenbasis über Jesus akzeptiert wird. Insofern repräsentieren die regelmäßigen Seminarberichte ein ausgewogenes Urteil aller Beteiligten, nicht Einzelmeinungen.

## Positionen
- Jesus gilt als hellenistisch-jüdischer Wanderprediger, Weiser und Wunderheiler, der ein Evangelium der Befreiung von jeglicher Ungerechtigkeit verkündigte, indem er aufrüttelnde Gleichnisse erzählte und Aphorismen formulierte.[1][2][3]
- Die Mitglieder des Jesus-Seminars halten das Thomasevangelium und die Logienquelle für älter als die synoptischen Evangelien und historisch zuverlässig.
- Das Markusevangelium sei ähnlich wie das Johannesevangelium historisch kaum auswertbar.

## Kritik
Das Jesus-Seminar wurde wegen seiner Methode, seinen Annahmen und seinen Schlussfolgerungen kritisiert. Die Kritik kommt aus einem weiten Spektrum von Wissenschaftlern und Laien. Von wissenschaftlicher Seite haben sich v. a. Richard B. Hays, Ben Witherington, Greg Boyd, N.T. Wright, William Lane Craig, Luke Timothy Johnson, Craig A. Evans, Craig Blomberg, Darrell Bock, Daniel B. Wallace und Edwin Yamauchi kritisch geäußert. 
In den USA gibt es Stimmen, die das Seminar wegen seiner politischen Ausrichtung als zu weit links stehend kritisieren oder als „extrem liberales“ Spektrum der Theologie bezeichnen. So bezeichnet Professor Gregory A. Boyd vom Bethel College (Kansas) das Jesus-Seminar als „extrem kleine Zahl extremer Wissenschaftler […], die am äußersten linken Flügel neutestamentlichen Denkens stehen.“
Ein scharfer Kritiker ist William Lane Craig, der im Buch Will the Real Jesus Please Stand Up? („Kann der echte Jesus bitte einmal aufstehen?“) mit John Dominic Crossan, einem prominenten Mitbegründer des Seminars, debattiert.
Der katholische Bibelhistoriker John P. Meier, der sich seit Beginn der 1990er Jahre der Erforschung des historischen Jesus widmet und dessen auf fünf Bände angelegte Serie A Marginal Jew über konfessionelle und religiöse Grenzen hinweg als grundlegendes neueres Werk der historischen Jesusforschung anerkannt ist, kritisiert neben dem populären Show-Charakter des Jesus-Seminars und der Anmaßung, wissenschaftliche Wahrheit durch Abstimmungen messen zu wollen, inhaltlich vor allem die Tendenz zu einer Hellenisierung der Gestalt Jesu, die ihn als Juden des ersten Jahrhunderts nicht ausreichend ernst nehme und in einen unhistorischen Gegensatz zum zeitgenössischen Judentum stelle, was etwa seine Haltung zu den jüdischen Reinheitsgeboten angehe. „Der historische Jesus ist der halachische Jesus. Eine Rekonstruktion des historischen Jesus, welcher die ernsthafte halachische Dimension fehlt, ist ipso facto nicht der historische Jesus.“
Der Neutestamentler Wolfgang Stegemann kritisiert das Jesus-Seminar als Neuauflage liberaler Hermeneutik, wegen seines Festhaltens am doppelten Differenzkriterium, seiner Bevorzugung apokrypher Texte und seine Sonderthesen, etwa die kynischer Einflüsse auf die Jesusbewegung.